# Tommi (Ort)
Tommi ist eine Siedlung im Norden des Tschad in der Provinz Tibesti.
In Tommi herrscht Wüstenklima. Es fallen durchschnittlich 13 mm Niederschläge im Jahr. Die Jahresdurchschnittstemperatur beträgt 21 °C.

## Einzelnachweise

Das Tibesti-Gebirge und seine Siedlungen